# Tadas Kumeliauskas
Tadas Kumeliauskas (ur. 11 grudnia 1990 w Elektrenach) – litewski hokeista, reprezentant Litwy.
Jego brat Donatas (ur. 1987) także został hokeistą.

## Kariera
- SC Energija (2004-2006)
- Liepājas Metalurgs (2006-2007)
- SC Energija (2007)
- Dover Seawolves (2007-2008)
- SC Energija (2008-2009)
- HK WMF (2009-2010)
- Arystan Temyrtau (2010-2013)
- TPS (2013-2016)
- Dresdner Eislöwen (2017-2018)
- Saryarka Karaganda (2018-2019)
- ECDC Memmingen (2019)
- EV Landshut (2019)
- Starbulls Rosenheim (2019-2020)
- Deggendorfer SC (2020-2021)
- Hockey Punks (2021-)

Urodził się w kilka miesięcy po odzyskaniu niepodległości przez Litwę. Występował w rodzimej lidze litewskiej, krótkotrwale w USA, w drugiej lidze rosyjskiej WHL. Od 2010 przez trzy sezony grał w lidze kazachskiej. Od 2013 zawodnik fińskiego klubu TPS w rozgrywkach Liiga. W styczniu 2014 przedłużył kontrakt z tym klubem o rok, a w październiku 2014 o dwa lata. W sezonie 2015/2016 nie grał. W listopadzie 2017 został zawodnikiem Dresdner Eislöwen w DEL2. Po sezonie w marcu 2018 zwolniony z klubu. W październiku 2018 przeszedł do Saryarka Karaganda. W styczniu 2019 został graczem niemieckiego zespołu ECDC Memmingen. W maju 2019 przeszedł do EV Landshut w DEL2. W listopadzie 2019 został zawodnikiem Starbulls Rosenheim. W czerwcu 2020 przeszedł do Deggendorfer SC. W 2021 został zawodnikiem litewskiego stołecznego zespołu Hockey Punks.
Został kadrowiczem reprezentacji Litwy. Występował w kadrach juniorskich do lat 18 i do lat 20, w tym na turniejach mistrzostw świata juniorów do lat 18 w 2006, 2006, 2007 (Dywizja II), 2008 (Dywizja I), mistrzostw świata juniorów do lat 20 w 2007 (Dywizja II), 2008 (Dywizja I), 2009, 2010 (Dywizja II). W kadrze seniorskiej uczestniczył w turniejach mistrzostw świata w 2008, 2009, 2010, 2018, 2019, 2022.

## Sukcesy
Reprezentacyjne
- Mistrzostwa świata do lat 18 w 2007 Dywizja II: awans do Dywizji I
- Mistrzostwa Świata Juniorów w Hokeju na Lodzie 2010/II Dywizja#Grupa B: awans do Dywizji I Grupy A
- Mistrzostwa Świata w Hokeju na Lodzie 2018/I Dywizja: awans do Dywizji I Grupy A

Klubowe
- Złoty medal mistrzostw Litwy: 2006, 2009 z SC Energija, 2022 z Hockey Punks

Indywidualne
- Mistrzostwa świata do lat 18 w hokeju na lodzie mężczyzn 2006 Dywizja II Grupa B:
  - Ósme miejsce w klasyfikacji strzelców turnieju: 4 gole[14]
  - Drugie miejsce w klasyfikacji asystentów turnieju: 8 asyst[15]
  - Piąte miejsce w klasyfikacji kanadyjskiej turnieju: 12 punktów[16]
- Mistrzostwa świata do lat 18 w hokeju na lodzie mężczyzn 2007 Dywizja II Grupa B:
  - Piąte miejsce w klasyfikacji strzelców turnieju: 5 goli[17]
  - Pierwsze miejsce w klasyfikacji asystentów turnieju: 7 asyst[18]
  - Pierwsze miejsce w klasyfikacji kanadyjskiej turnieju: 12 punktów[19]
  - Pierwsze miejsce w klasyfikacji +/− turnieju: +7[18]
- Mistrzostwa świata do lat 20 w hokeju na lodzie mężczyzn 2007 Dywizja II Grupa B:
  - Pierwsze miejsce w klasyfikacji asystentów turnieju: 8 asyst[20]
  - Piąte miejsce w klasyfikacji kanadyjskiej turnieju: 10 punktów[21]
- Mistrzostwa świata do lat 18 w hokeju na lodzie mężczyzn 2009/I Dywizja#Grupa A:
  - Trzecie miejsce w klasyfikacji strzelców turnieju: 5 goli[22]
  - Czwarte miejsce w klasyfikacji kanadyjskiej turnieju: 8 punktów[23]
  - Najlepszy zawodnik reprezentacji na turnieju[24]
- Mistrzostwa Świata Juniorów w Hokeju na Lodzie 2009/II Dywizja Grupa A:
  - Pierwsze miejsce w klasyfikacji strzelców turnieju: 9 goli[25]
  - Pierwsze miejsce w klasyfikacji asystentów turnieju: 10 asyst[26]
  - Pierwsze miejsce w klasyfikacji kanadyjskiej turnieju: 19 punktów[27]
  - Czwarte miejsce w klasyfikacji +/− turnieju: +10[28]
  - Najbardziej Wartościowy Zawodnik (MVP) turnieju[29]
- Mistrzostwa Świata Juniorów w Hokeju na Lodzie 2010/II Dywizja Grupa B:
  - Drugie miejsce w klasyfikacji strzelców turnieju: 7 goli[30]
  - Pierwsze miejsce w klasyfikacji asystentów turnieju: 11 asyst[31]
  - Pierwsze miejsce w klasyfikacji kanadyjskiej turnieju: 18 punktów[32]
  - Pierwsze miejsce w klasyfikacji +/− turnieju: +10[33]
  - Drugie miejsce w klasyfikacji skuteczności wygrywanych wznowień: 63,72%[34]
  - Najlepszy napastnik turnieju[35]
- Puchar Kontynentalny 2008/2009 II runda Grupa B:
  - Pierwsze miejsce w klasyfikacji strzelców turnieju: 5 goli
- Mistrzostwa Świata w Hokeju na Lodzie 2009/I Dywizja:
  - Trzecie miejsce w klasyfikacji asystentów turnieju: 4 asysty[36]
- Mistrzostwa Świata w Hokeju na Lodzie 2010/I Dywizja:
  - Trzecie miejsce w klasyfikacji strzelców turnieju: 5 goli[37]
  - Piąte miejsce w klasyfikacji kanadyjskiej turnieju: 9 punktów[38]
- Mistrzostwa Świata w Hokeju na Lodzie 2018/I Dywizja:
  - Drugie miejsce w klasyfikacji asystentów turnieju: 5 asyst[39]
  - Szóste miejsce w klasyfikacji kanadyjskiej turnieju: 6 punktów[40]
  - Trzecie miejsce w klasyfikacji skuteczności wygrywanych wznowień w turnieju: 61,11%[41]
- Mistrzostwa Świata w Hokeju na Lodzie 2019/I Dywizja:
  - Piąte miejsce w klasyfikacji strzelców turnieju: 3 gole[42]
- Mistrzostwa Świata w Hokeju na Lodzie 2024 (I Dywizja)#Grupa B:
  - Pierwsze miejsce w klasyfikacji skuteczności wygrywanych wznowień w turnieju: 68,33[43]